# (17494) Antaviana
Antaviana (asteroide n.º 17494) es un asteroide del cinturón principal, descubierto el 11 de enero de 1992 por el astrónomo Orlando Naranjo en el Observatorio Astronómico Nacional de Llano del Hato, ubicado en la Cordillera de Mérida, Venezuela.
Debe su nombre a la obra de teatro Antaviana, basada en cuentos escritos por Pere Calders.
Posee una excentricidad de 0,2045429 y un inclinación de 14,79959º.